# Ruokojärvi (sjö i Finland, Södra Savolax, lat 62,27, long 27,32)
Ruokojärvi är en sjö i Finland. Den ligger i kommunen Pieksämäki i landskapet Södra Savolax, i den södra delen av landet, 260 km nordost om huvudstaden Helsingfors. Ruokojärvi ligger 118,6 meter över havet. Arean är 4,59 kvadratkilometer och strandlinjen är 30,52 kilometer lång. Sjön  ingår i Vuoksens huvudavrinningsområde.   I omgivningarna runt Ruokojärvi växer i huvudsak blandskog.
I övrigt finns följande i Ruokojärvi:
- Ruumissaari (en ö)
- Ruunasaari (en ö)
- Töyrisaari (en ö)
- Kalliosaari (en ö)
- Haarasaari (en ö)

I övrigt finns följande vid Ruokojärvi:
- Iso Läänä (en sjö)